# 2e bataillon de rangers (États-Unis)
Pour les articles homonymes, voir 2e bataillon.
Le 2e bataillon de rangers US est le nom de deux unités distinctes de l'United States Army Rangers. Le premier est l'un des six bataillons de rangers de la Seconde Guerre mondiale, le second sera formé à la réactivation du bataillon en 1974 et sert toujours aujourd'hui au sein du 75e régiment de rangers.

## Seconde Guerre mondiale

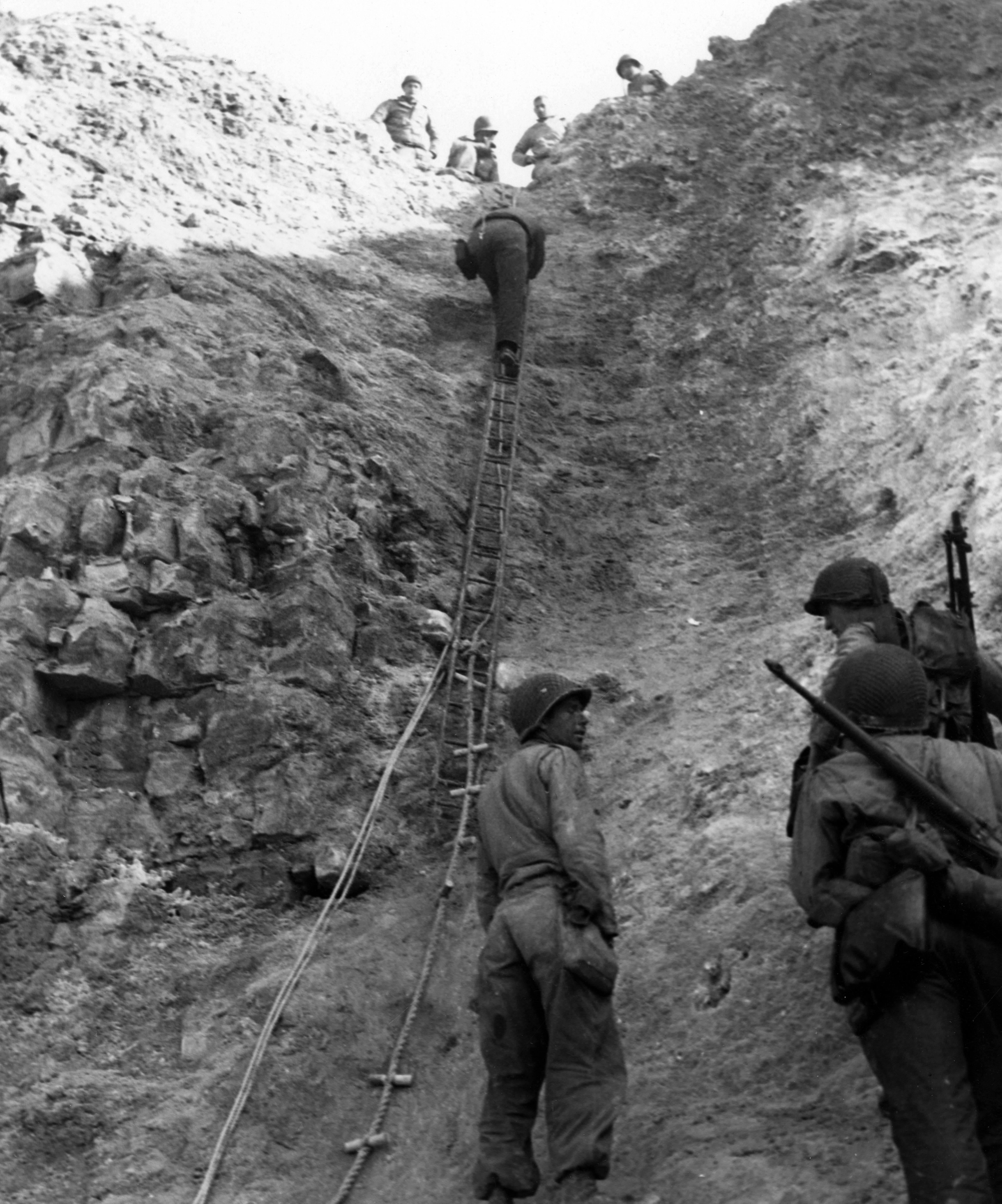
Rangers escaladant la pointe du Hoc.

Le bataillon est formé le 1er avril 1943 au camp Forrest, Tennessee avec le 5e bataillon de rangers US. Les deux bataillons sont officiellement activés en septembre 1943 et embarqués pour la Grande-Bretagne où ils se préparent pour l'opération Overlord.
Le 6 juin 1944, les compagnies Dog, Easy et Fox, commandées par le colonel James Rudder débarquent à la pointe du Hoc. Pendant l'attaque, 225 hommes escaladent les falaises, toutefois seulement 90 d'entre eux se tiennent toujours debout après deux jours de rude combat. Ils parviennent ainsi à neutraliser l'artillerie allemande, préparant le terrain pour l'invasion de la Normandie.
Les compagnies Able, Baker et Charlie débarquées avec le 5e bataillon de rangers US, combattent aux côtés de la 1re et de la 29e division d'infanterie sur Omaha Beach. Elles subissent de lourdes pertes, mais peuvent encore accomplir leurs objectifs du jour J.
Après la pointe du Hoc et Omaha Beach, les prisonniers allemands sont gardés à Valognes, puis escortés vers Utah Beach.
Ensuite, les Rangers se déplacent dans l'ouest du Cotentin, ils y resteront environ un mois, le front normand étant bloqué.
Après la percée d'Avranches, ils prennent la route de la Bretagne vers la mi-août, ils y combattent jusqu'au 18 septembre et participent à la libération de Brest.
Après la Bretagne, les rangers participent à la dure et longue bataille de la forêt de Hürtgen, en Allemagne, près de la frontière belge, du 19 septembre au 3 novembre 1944. Du 1er décembre au 10, toujours dans cette forêt, ils se battent sur la colline 400, une hauteur stratégique de cette bataille.
Ils continuent les opérations de guerre d'hiver du 11 décembre au 4 février.
Ils sont ensuite présents dans la Ruhr et le Rhin du 5 février au 26 mars.
Ils finiront la guerre en Tchécoslovaquie.
Le Deuxième bataillon est désactivé après la guerre, le 23 octobre 1945 ainsi que les 5e et 6e bataillons.

### Anecdote
La « fabulous patrol » du lieutenant Robert Thomas Edlin (en) est créditée de la prise de la batterie Graf Spee. Cette patrouille de quatre hommes captura une garnison allemande de plus de 800 hommes et ses canons de 280 mm.
Le lieutenant Robert Edlin fut cité pour la Medal of Honor, mais il refusa pour pouvoir rester avec ses hommes. Il serait le seul ranger de la Seconde Guerre mondiale à avoir eu cette distinction. Il reçut une DSC à la place.

## Après 1974
Le 2e bataillon de rangers US est réactivé en 1974 comme unité de reconnaissance d'élite pendant 8 mois après le 1er bataillon de rangers US. Il est plus tard intégré dans le nouveau commandement des opérations spéciales et devint une unité au sein du 75e régiment de rangers US en 1984.
En octobre 1983, il participe à l'opération Urgent Fury, l'invasion de la Grenade avec un assaut parachutiste à basse altitude (180 m) et prend l'aéroport de point Salines, sauve des citoyens américains au True Blue Medical Campus et conduit des opérations pour éliminer des poches de résistance.
En décembre 1989, le bataillon prend part à l'opération Just Cause, l'invasion du Panama. Il conduit avec le 3e bataillon de rangers et une équipe de commandement du régiment un assaut parachutiste sur l'aérodrome de Rio Hato et neutralise des compagnies de fusiliers de la Force panaméenne de défense et s'empare de la maison de plage du général Manuel Noriega. Il mène ensuite d'autres opérations de soutien de la Joint Task Force (JTF)-South. Les rangers auront capturé 1 014 prisonniers ennemis et plus de 18 000 armes variées. Ils auront 5 tués et 42 blessés dans leurs rangs.

## Filmographie
- D-Day film de 2019, réalisé par Nick Lyon